# Richtlinie 2008/104/EG über Leiharbeit
Die Richtlinie 2008/104/EG über Leiharbeit legt EU-weit einheitliche Mindeststandards für die Arbeitsbedingungen der Leiharbeitnehmer fest. 
Nach Artikel 5 gilt der Grundsatz, dass die wesentlichen Arbeits- und Beschäftigungsbedingungen der Leiharbeitnehmer während der Dauer ihrer Überlassung an ein entleihendes Unternehmen grundsätzlich mindestens denjenigen entsprechen müssen, die für sie gelten würden, wenn sie von jenem genannten Unternehmen unmittelbar für den gleichen Arbeitsplatz eingestellt worden wären (equal pay, equal treatment). 
Die Mitgliedstaaten können jedoch zulassen, dass Regelungen der Sozialpartner (in Deutschland: Tarifvertrag, in Österreich: Kollektivvertrag) von den genannten Grundsätzen abweichende Regelungen treffen (Artikel 5 Abs. 3 und 4). Voraussetzung für eine Schlechterstellung der Leiharbeitnehmer beim Entgelt ist, dass die Leiharbeitnehmer ein unbefristetes Arbeitsverhältnis haben und auch in den Zeiten zwischen den Überlassungen bezahlt werden.
Die Richtlinie regelt weiter den Zugang der Leiharbeitnehmer zu Beschäftigung, Gemeinschaftseinrichtungen und beruflicher Bildung, die betriebliche Vertretung der Leiharbeitnehmer und die Unterrichtung der Arbeitnehmervertreter.
Die Richtlinie wendet sich wie alle europäischen Richtlinien an die Mitgliedstaaten, die sie innerhalb von drei Jahren in nationales Recht umsetzen müssen.
Weitere Regelungen für Leiharbeitsverhältnisse enthält die Richtlinie 91/383/EWG.